# Филипово (Тверская область)
Филипово — деревня в Весьегонском муниципальном округе Тверской области.

## География
Деревня находится в северо-восточной части Тверской области на расстоянии приблизительно 25 км на юг по прямой от районного центра города Весьегонск.

## История
Дворов (хозяйств) было здесь 17 (1859 год), 24 (1889), 31 (1931), 26 (1963), 8 (1993), 4(2021),. До 2019 года входила в состав Чамеровского сельского поселения до упразднения последнего.

## Население
Численность населения: 119 человек (1859 год), 106(1889), 124 (1931), 58 (1963), 14 (1993),, 9 (89 % русские) 2002 году, 9 в 2010.